# Synegia tephrospila
Synegia tephrospila är en fjärilsart som beskrevs av W. Warren 1906. Synegia tephrospila ingår i släktet Synegia och familjen mätare. Inga underarter finns listade i Catalogue of Life.